# Землетрясение в Загребе (2020)
22 марта 2020 года около 06:24 утра по местному времени вблизи Загреба, столицы Хорватии, произошло землетрясение с моментной магнитудой 5,3—5,4 (5,5 по шкале Рихтера). Сила толчков в Загребе составила 7 баллов по европейской макросейсмической шкале. В результате катастрофы пострадали 27 человек, одна 15-летняя девушка скончалась в больнице от полученных травм, было повреждено более 26 000 зданий, в том числе объекты культурного наследия мирового значения.
Землетрясение произошло во время пандемии COVID-19, что привело к нарушению инициированных правительством мер социального дистанцирования для сдерживания инфекции.

## Ход событий
Первые толчки, вызванные землетрясением с моментной магнитудой, по различным оценкам, 5,3—5,4 Mw (оценка по шкале Рихтера 5,5 ML), жители Загреба почувствовали в 06:24 утра по местному времени (UTC+1). По данным Европейского средиземноморского сейсмологического центра, эпицентр землетрясения находился примерно в 7 километрах к северо-востоку от Загреба, в 5 километрах к югу от села Кашина (45,87°N, 16,02°E). По данным Геологической службы США, координаты эпицентра 45,907°N, 15,970°E (5 километров к востоку от села Горня Бистра). Глубина очага составила около 10 километров. Интенсивность толчков в эпицентре составила 7 баллов по шкале Меркалли и по европейской макросейсмической шкале. Помимо Загреба, пострадала жупания Крапинско-Загорска, толчки ощущались в Словении и на юге Австрии. Землетрясение стало одним из самых сильных в Хорватии с 1880 года, уступив только нескольким подземным толчкам, зафиксированным на территории страны с начала XX века. Через 37 минут, в 07:01 (UTC+1), произошёл наиболее мощный повторный толчок магнитудой 4,6 Mw (оценка по амплитуде объёмной волны 5,0 mb). По данным факультета естественных наук и математики Загребского университета, общее количество афтершоков в первый год после основного землетрясения составило около 3200, ими было вызвано одно сильное землетрясение (с толчками свыше 5 баллов) и 6 землетрясений средней силы (4—5 баллов).
За несколько дней до землетрясения в Хорватии были введены усиленные карантинные меры для сдерживания распространения коронавирусной инфекции. На момент происшествия в стране было 254 подтверждённых случаев заболевания. Землетрясение вызвало панику в городе, жители массово выходили на улицы, были эвакуированы больницы. Для предотвращения массовой миграции людей в другие регионы и дальнейшего распространения инфекции власти были вынуждены закрыть основные автомагистрали и установить на дорогах патрульные службы.

## Разрушения

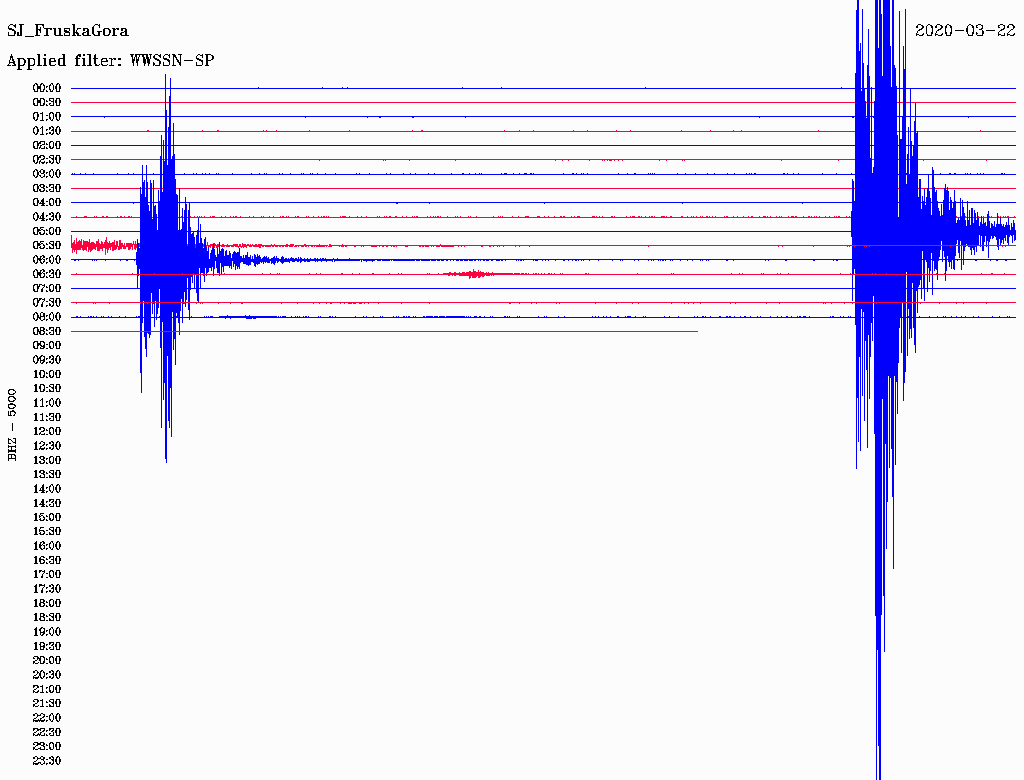
Сейсмограмма землетрясения

Больше всего пострадали здания старой постройки в историческом центре Загреба. Некоторые дома частично обрушились, улицы были завалены мусором и кирпичами, на крышах и стенах зданий появились трещины. Большие повреждения получил Загребский собор, в 1880 году другое разрушительное землетрясение полностью уничтожило его центральный неф, восстановление заняло 26 лет. Во время землетрясения 2020 года частично обрушился южный неоготический шпиль, один из двух построенных во время реконструкции конца XIX века. Также пострадали Базилика Святейшего Сердца Иисуса, Преображенский собор, здание парламента. Значительные повреждения получили музеи города, в том числе Музей искусств и ремёсел, Хорватский исторический музей, Школьный музей, Археологический музей. Повреждения были зафиксированы в зданиях 63-х образовательных учреждений.
В результате происшествия в городе возникло несколько пожаров, были перебои с электроснабжением.

## Общественная реакция
Сразу после землетрясения власти Хорватии провели экстренное совещание. На нём было принято решение о привлечении к устранению последствий природной катастрофы вооружённых сил страны. Президент Хорватии Зоран Миланович, премьер-министр Хорватии Андрей Пленкович и мэр Загреба Милан Бандич призвали граждан следовать мерам социального дистанцирования для избежания распространения коронавирусной инфекции. Министр территориального планирования и строительства Хорватии Предраг Штромар заявил, что в ближайшее время будет проведена экспертиза более 7000 зданий на предмет полученных повреждений.
Повреждены внешние фасады зданий, фиксируются внутренние повреждения. Призываем всех к бдительности. <...> Мы привлекли хорватскую армию и все службы города Загреба, чтобы немедленно начать восстановление повреждённых зданий в городе.Андрей Пленкович
22 марта председатель Европейского совета Шарль Мишель выразил поддержку Хорватии, заявив о готовности Европейского союза помочь в восстановлении страны после катаклизма. Европейский комиссар по вопросам кризисного управления Янез Ленарчич подтвердил, что Координационный центр реагирования в чрезвычайных ситуациях уже согласовывает действия с властями Хорватии. В этот же день в страну была направлена гуманитарная помощь от Словении, Венгрии, Австрии и Италии.
24 марта стало известно, что игроки сборной Хорватии по футболу пожертвовали 4,2 млн хорватских кун (на 25 марта 2020 года составляет около 48 млн рублей) на восстановление города от последствий землетрясения. Члены правительства Хорватии и посол США в Загребе Роберт Кохорст пожертвовали свои мартовские зарплаты на помощь пострадавшим. С предложением об оказании помощи выступил посол России в Хорватии Анвар Азимов, а также представители мэрий Санкт-Петербурга и Москвы.

## Жертвы
По состоянию на 23 марта известно о 27 пострадавших от землетрясения, включая умершую в больнице от полученных травм 15-летнюю девушку.